# آنیتا تالاگ
آنیتا تالاگ (نروژی: Anita Thallaug؛ ‏ زادهٔ ۱۴ فوریه ۱۹۳۸ – درگذشتهٔ ۲۰ مارس ۲۰۲۳) خواننده نروژی بود.
او نماینده نروژ در یوروویژن ۱۹۶۳ بود.